# Национальная служба безопасности Бангладеш
Национальная служба безопасности Бангладеш (бенг. জাতীয় নিরাপত্তা গোয়েন্দা, англ. National Security Intelligence,NSI) — ведущий орган правительства Бангладеш в сфере внутренней безопасности, контрразведки и внешней разведки. Хотя служба носит гражданский характер, её возглавляет офицер (генеральный директор) в звании генерал-майора, который подчиняется непосредственно премьер-министру страны.
Имеет 64 территориальных подразделения (во всех 64 зилах) Бангладеш.
Персонал — преимущественно гражданские служащие, которые проходят подготовку как в Бангладеш, так и за рубежом.
По имеющимся данным, в последние годы оказывает поддержку ряду антииндийских группировок, нашедших убежище на территории Бангладеш. В Дакке из года в год категорически отвергают предложение Нью-Дели провести совместную операцию по ликвидации баз таких группировок, ссылаясь на то, что их наличие не установлено. Индийские власти предъявляют Дакке также доказательства того, что правительство Бангладеш финансирует антииндийские группировки.